# 10605 Guidoni
10605 Guidoni (1996 VC1) là một tiểu hành tinh vành đai chính được phát hiện ngày 3 tháng 11 năm 1996 bởi V. Giuliani và F. Manca ở Sormano.